# جيشى
جيشى (بالصينية: 鸡西市 )‏ هي مدينة على مستوى محافظة، في جمهورية الصين الشعبية، تتبع هيلونغجيانغ، تبلغ مساحتها 23,040 كيلومتر مربع، رمزها البريدي هو 158100.

## المناخ
يظهر الجدول التالي التغييرات المناخية على مدار السنة لجيشى:
| البيانات المناخية لـجيشى                    | البيانات المناخية لـجيشى | البيانات المناخية لـجيشى | البيانات المناخية لـجيشى | البيانات المناخية لـجيشى | البيانات المناخية لـجيشى | البيانات المناخية لـجيشى | البيانات المناخية لـجيشى | البيانات المناخية لـجيشى | البيانات المناخية لـجيشى | البيانات المناخية لـجيشى | البيانات المناخية لـجيشى | البيانات المناخية لـجيشى | البيانات المناخية لـجيشى |
| الشهر                                       | يناير                    | فبراير                   | مارس                     | أبريل                    | مايو                     | يونيو                    | يوليو                    | أغسطس                    | سبتمبر                   | أكتوبر                   | نوفمبر                   | ديسمبر                   | المعدل السنوي            |
| ------------------------------------------- | ------------------------ | ------------------------ | ------------------------ | ------------------------ | ------------------------ | ------------------------ | ------------------------ | ------------------------ | ------------------------ | ------------------------ | ------------------------ | ------------------------ | ------------------------ |
| متوسط درجة الحرارة الكبرى °م (°ف)           | −10.7 (12.7)             | −6.1 (21.0)              | 2.3 (36.1)               | 12.8 (55.0)              | 20.2 (68.4)              | 24.5 (76.1)              | 27.3 (81.1)              | 25.9 (78.6)              | 20.5 (68.9)              | 12.0 (53.6)              | 0.6 (33.1)               | −8.4 (16.9)              | 10.1 (50.1)              |
| متوسط درجة الحرارة الصغرى °م (°ف)           | −21.0 (−5.8)             | −17.4 (0.7)              | −9.1 (15.6)              | 0.3 (32.5)               | 7.0 (44.6)               | 13.2 (55.8)              | 17.1 (62.8)              | 15.8 (60.4)              | 8.5 (47.3)               | 0.3 (32.5)               | −9.6 (14.7)              | −17.9 (−0.2)             | −1.1 (30.1)              |
| الهطول مم (إنش)                             | 4.5 (0.18)               | 6.0 (0.24)               | 8.6 (0.34)               | 22.0 (0.87)              | 52.5 (2.07)              | 93.5 (3.68)              | 126.5 (4.98)             | 109.4 (4.31)             | 62.8 (2.47)              | 37.4 (1.47)              | 10.6 (0.42)              | 8.0 (0.31)               | 541.8 (21.34)            |
| متوسط أيام هطول الأمطار (≥ 0.1 mm)          | 5.3                      | 5.8                      | 5.9                      | 8.7                      | 13.0                     | 15.8                     | 14.6                     | 13.0                     | 10.9                     | 8.8                      | 6.8                      | 6.9                      | 115.5                    |
| متوسط الرطوبة النسبية (%)                   | 64                       | 60                       | 53                       | 52                       | 55                       | 70                       | 76                       | 78                       | 71                       | 60                       | 61                       | 65                       | 64                       |
| ساعات سطوع الشمس الشهرية                    | 180.9                    | 198.4                    | 244.1                    | 232.4                    | 254.3                    | 238.7                    | 236.0                    | 227.3                    | 221.4                    | 206.9                    | 173.0                    | 151.0                    | 2٬564٫4                  |
| نسبة وصول أشعة الشمس                        | 64                       | 68                       | 66                       | 58                       | 56                       | 51                       | 50                       | 52                       | 59                       | 61                       | 61                       | 56                       | 58                       |
| المصدر: China Meteorological Administration |                          |                          |                          |                          |                          |                          |                          |                          |                          |                          |                          |                          |                          |

## التقسيمات الإدارية
- Jiguan District [الإنجليزية]‏
- Hengshan District, Jixi [الإنجليزية]‏
- Didao District [الإنجليزية]‏
- Lishu District [الإنجليزية]‏
- Chengzihe District [الإنجليزية]‏
- Mashan District [الإنجليزية]‏
- Jidong County [الإنجليزية]‏
- Hulin [الإنجليزية]‏
- Mishan [الإنجليزية]‏.

## أعلام
- جيانغ يونغ هوا